# اتیل دکانوات
اتیل دکانوات (به انگلیسی: Ethyl decanoate) یک ترکیب شیمیایی با شناسه پاب‌کم ۸۰۴۸ است. 